# Heilig Hartbeeld (Lierop)
Het Heilig Hartbeeld is een standbeeld in de Nederlandse plaats Lierop, gemeente Someren.

## Achtergrond
Pastoor Offermans van Lierop had in 1921 het plan om een Heilig Hartbeeld te plaatsen, daartoe opgewekt door de parochianen. De Tilburgse pastoor van Dijk maakte een ontwerpschets en Jan Custers vervaardigde het beeld. Op 15 juni 1922 (2e Pinksterdag) werd het beeld onthuld.

## Beschrijving
Het beeld is een staande Christusfiguur die zijn handen uitnodigend langs zijn lichaam naar beneden houdt. Het beeld staat op een stenen sokkel, waarop een plaat is aangebracht met de tekst: 

H. HART van
JEZVS
zegen de Parochie
LIEROP
U toegewyd
19 5/6 22